# Junction heart
「Junction heart」（ジャンクション・ハート）は、佐咲紗花の楽曲。畑亜貴が作詞、加藤裕介が作曲を手掛けた。佐咲の8枚目のシングルとして2014年4月23日にLantisから発売された。

## 背景
本曲は、テレビアニメ『ブレイクブレイド』のオープニングテーマに起用された。歌詞を書く際、畑は主人公に選択を迫る箇所を試行錯誤したという。
レコーディング当初は劇場版からのファンに対する評価を気にするあまり自身の歌唱力を充分発揮できなかったが、ディレクターが「佐咲紗花を全部出し切る」ことを佐咲にアドバイスしたことでそうした問題は払拭されたという。

## 音楽性
『ブレイクブレイド』における砂漠でのバトルシーンを彷彿とさせる「静と動」が同居した曲で、Bメロには慈愛のようなものが込められているという。歌詞にはライガットの心の葛藤が反映されていて畑自身主人公に選択を迫る箇所を試行錯誤したという。
PVは、九州の廃墟を思わせる場所で撮影された。なお撮影チームは佐咲にとって馴染みがあったためリラックスできたという。

## シングルリリース
2014年4月23日にLantisから発売された。佐咲のシングルとしては前作「Break your world」から約1年3か月ぶりのリリースとなる。
販売形態は初回限定盤（LACM-34219）と通常盤（LACM-14219）の2種リリースで、限定盤には本曲のPVを収録したDVDが同梱されている。ジャケットのテーマは「運命への抗い」で、チェス盤と駒を使って佐咲が支配者として君臨している様子を表現している。ちなみに通常盤のジャケットには同アニメの主人公であるライガットとジルグが描かれている。
2曲目「NEO-DIMENSION」は、『BREAK雀BURST』のボス戦時に流される曲。歌詞を制作する際自身が度々ファンからオーディションのことで悩む手紙を受け取るため「信じる道を進む」ことの大切さとファンに選択を迫る内容を込めたという。

## シングル収録内容
| #         | タイトル                        | 作詞      | 作曲・編曲 | 時間  |
| --------- | ------------------------------- | --------- | ---------- | ----- |
| 1.        | 「Junction heart」              | 畑亜貴    | 加藤裕介   | 4:10  |
| 2.        | 「NEO-DIMENSION」               | 佐咲紗花  | 野井洋児   | 4:09  |
| 3.        | 「Junction heart（Off Vocal）」 |           |            | 4:10  |
| 4.        | 「NEO-DIMENSION（Off Vocal）」  |           |            | 4:05  |
| 合計時間: | 合計時間:                       | 合計時間: | 合計時間:  | 16:34 |

| #  | タイトル                       | 作詞 | 作曲・編曲 |
| -- | ------------------------------ | ---- | ---------- |
| 1. | 「Junction heart」(Music Clip) |      |            |

## チャート
| チャート（2014年）                                 | 最高位 |
| -------------------------------------------------- | ------ |
| オリコン                                           | 65     |
| Billboard JAPAN Hot Singles Sales                  | 62     |
| Billboard JAPAN Top Independent Albums and Singles | 41     |